# Venerupis philippinarum
Манільський молюск (Venerupis philippinarum = Ruditapes philippinarum) — їстівний вид морських молюсків родини Veneridae (молюски Венери). Відомий під назвами манільський молюск, японський молюск, японська черепашка та японська килимова раковина. В Японії він відомий як асарі. У Кореї він відомий як баджірак.
Молюск комерційно видобувається, і він є другим за значенням двостулковим молюском, який вирощується в аквакультурі в усьому світі.

## Опис
Черепашка Venerupis philippinarum подовжена, овальна, скульптурна з променистими ребрами. Зазвичай він має ширину від 40 до 57 міліметрів, а максимальна ширина становить 79 міліметрів. Шкаралупа має різний колір і візерунок, від кремового до сірого з концентричними лініями або плямами. Особи, які живуть у безкисневих умовах, можуть бути чорними. Внутрішня поверхня шкаралупи часто біла з фіолетовими краями.

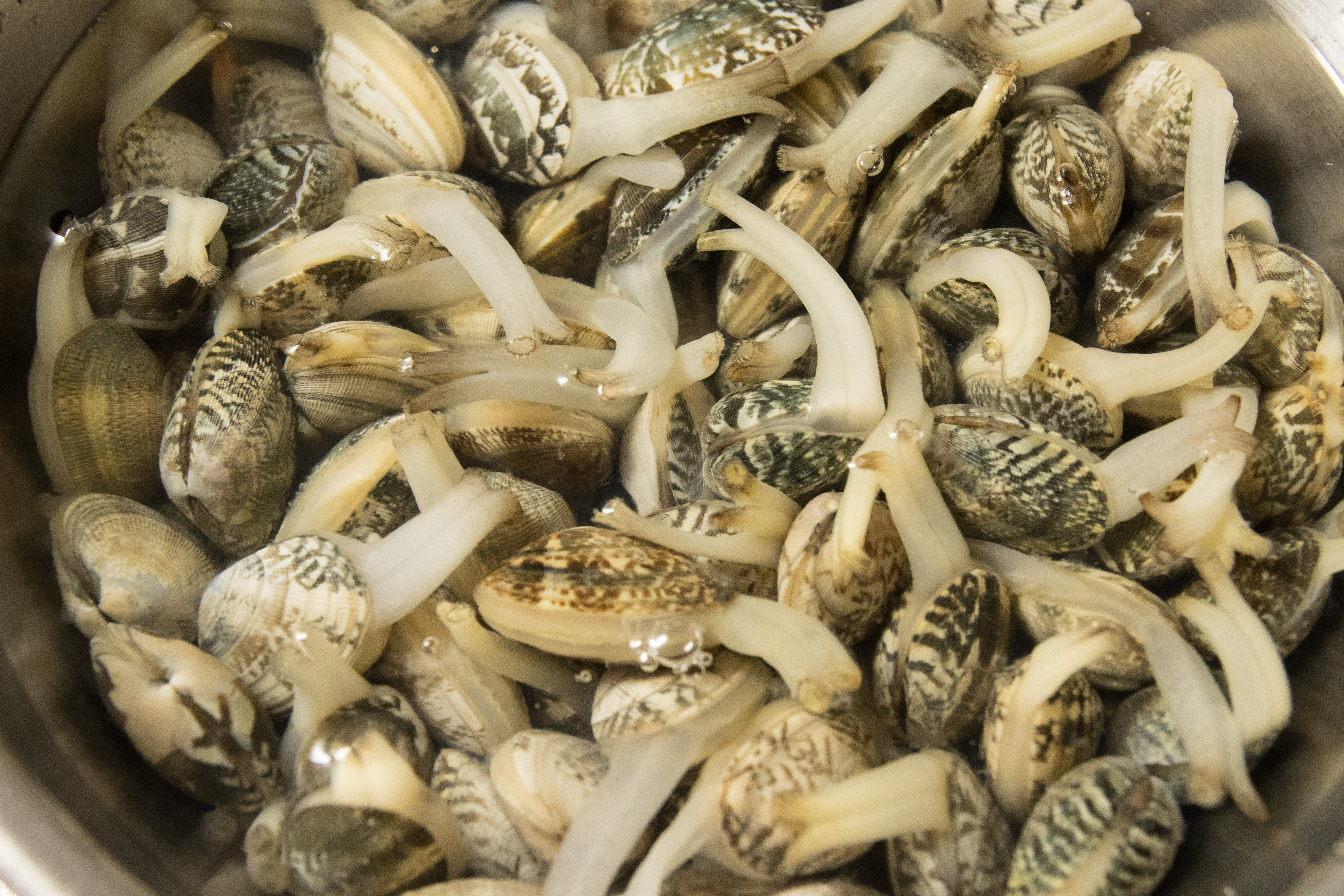
Відкриті раковини

## Поширення
Батьківщиною цього молюска є узбережжя Індійського, Філіппінського та Тихого океанів від Пакистану та Індії на північ до Китаю, Японії, Кореї та Курильських островів. Він має широке немісцеве поширення, будучи інтродукованим випадково та навмисно як комерційно вирощений їстівний молюск. Зараз він назавжди живе в прибережних екосистемах у багатьох частинах світу. Він поширений уздовж тихоокеанського узбережжя Північної Америки від Британської Колумбії до Каліфорнії, де його початкове інтродукція була випадковою. Його можна знайти на Гаваях. Вперше він був зʼявився у водах Європи в 1970-х роках, і було багато інтродукцій по всьому регіону. Він природним чином поширився в Західній Європі протягом десятиліть, завдяки здатності до адаптації він процвітає в багатьох прибережних типах середовища існування. Його вирощують у Португалії, Іспанії, Великобританії, Італії, Німеччині, Марокко, Ізраїлі та Французькій Полінезії як аквакультуру.

## Середовище існування

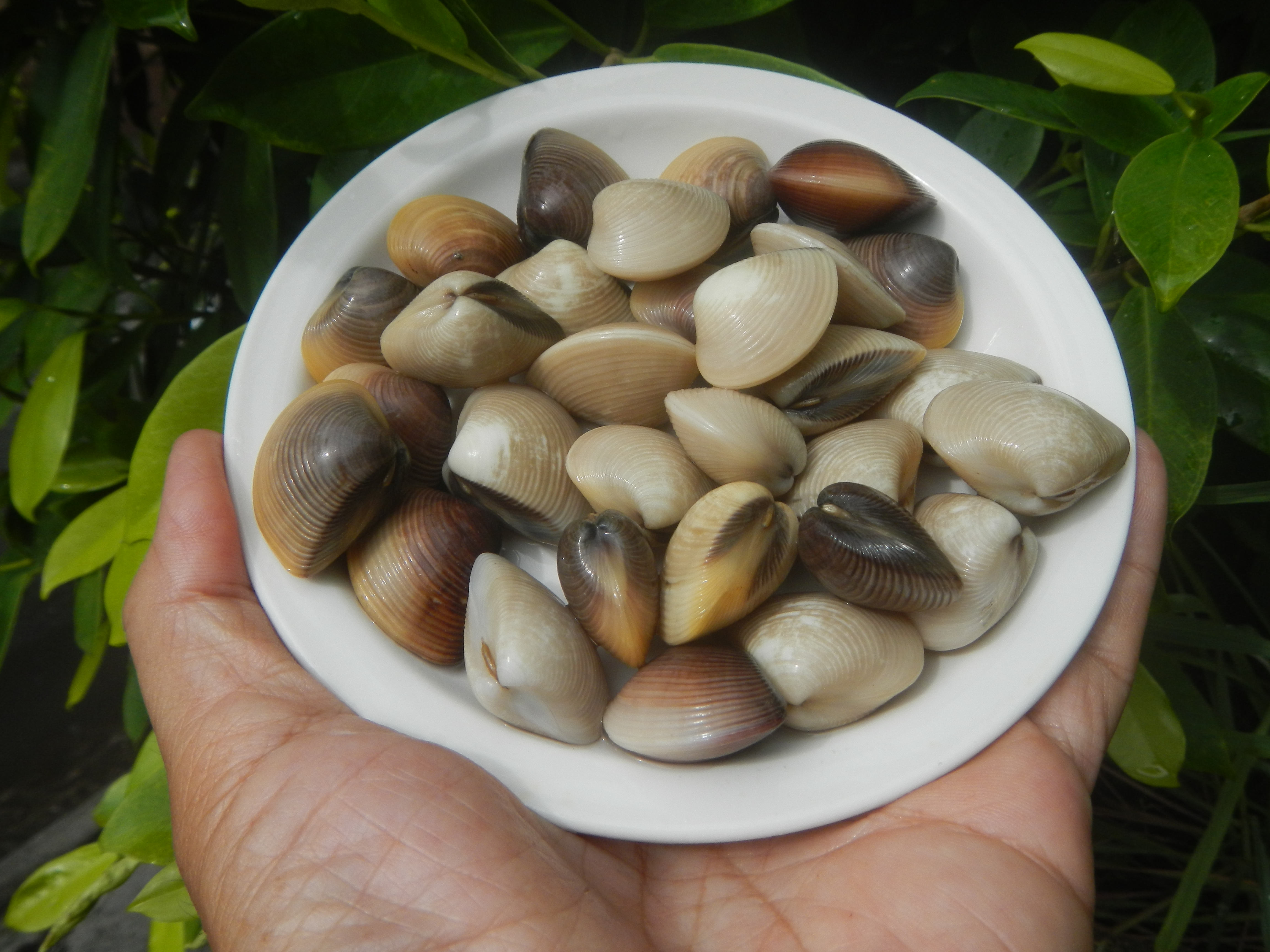
Тарілка з манільськими молюсками

Цей риючий молюск найбільш поширений у субтропічних і помірно прохолодних областях. Його можна знайти на мілководді в крупнозернистому піску, мулі та гравійних субстратах. Мешкає в літоралі та субліторалі. Він заривається в субстрат не більше ніж на 10 сантиметрів. Іноді живе в заростях морської трави.
Цей вид мешкає в багатьох типах середовищ існування, зокрема в припливно-відпливній зоні, солонуватих водах і лиманах. Найкраще росте при постійній солоності 30 ppt (30 г/літр) і між 15-18 °C.

## Біологія та екологія
Цей молюск може стати статевозрілим на першому році життя, досягаючи приблизно 15 міліметрів у ширину, особливо в теплих регіонах, таких як Гаваї. У більш прохолодних районах він починає розмножуватися у старшому віці та більших розмірах. У теплих регіонах він нереститься цілий рік, а в більш прохолодних – лише влітку. Плодючість виду зростає з розміром, 40-міліметрова самка виробляє до 2,4 мільйона яєць.
Личинка, трохофора, починає формувати оболонку через два дні після того, як вилупиться з яйця. Протягом двох тижнів він осідає на твердому субстраті, прикріплюється до нього бісусом і зрештою закопується в осад. Його максимальна тривалість життя становить від 13 до 14 років.
Молюски харчуються забираючи переважно фітопланктон, а дорослі особини віддають перевагу мікроводоростям, таким як діатомові водорості.
Цей вид є поживною та привабливою здобиччю для багатьох видів хижих тварин, включаючи зеленого краба, Naticidae, морських зірок, рибу, качок, берегових птахів, морських видр і єнотів. Це вид-хазяїн для копепод Mytilicola orientalis, паразита мідій, який відомий як шкідник в аквакультурі.
Цей молюск негативно вплинув на місцеві екосистеми в деяких регіонах, головним чином через його здатність рости у високій щільності. Його популяції можуть розпочати фільтраційне живлення з такою швидкістю, що можуть змінити місцеві харчові мережі. Він може гібридизуватися з жолобчастою килимовою раковиною (Ruditapes decussatus), явище, яке призвело до інтрогресії.

## Кулінарне використання
Молюсків часто їдять в Азії, особливо на Філіппінах, в Кореї та Японії, де вони часто використовуються в супах і стравах з локшиною.

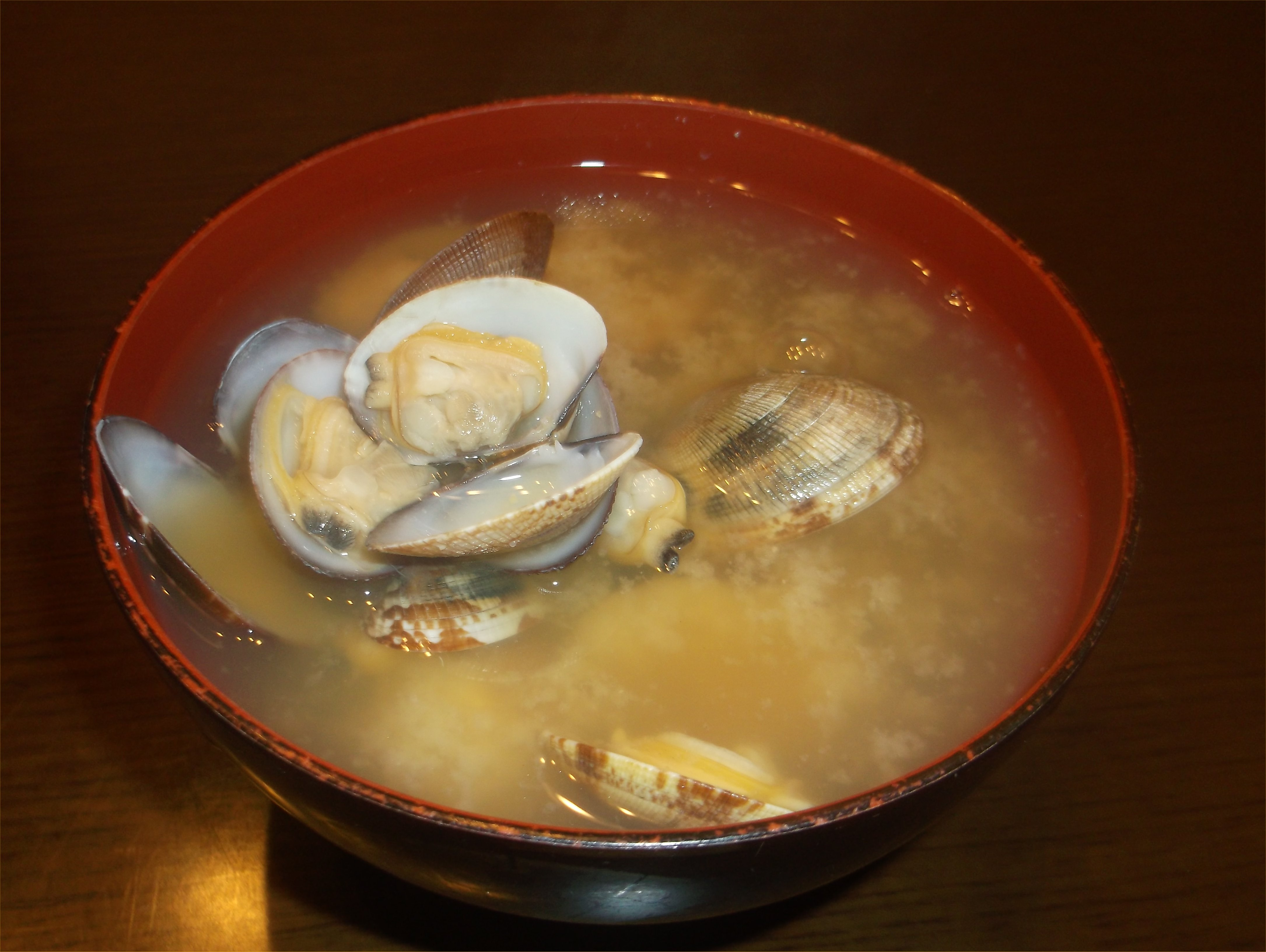
Японський місо суп з молюскамиасарі
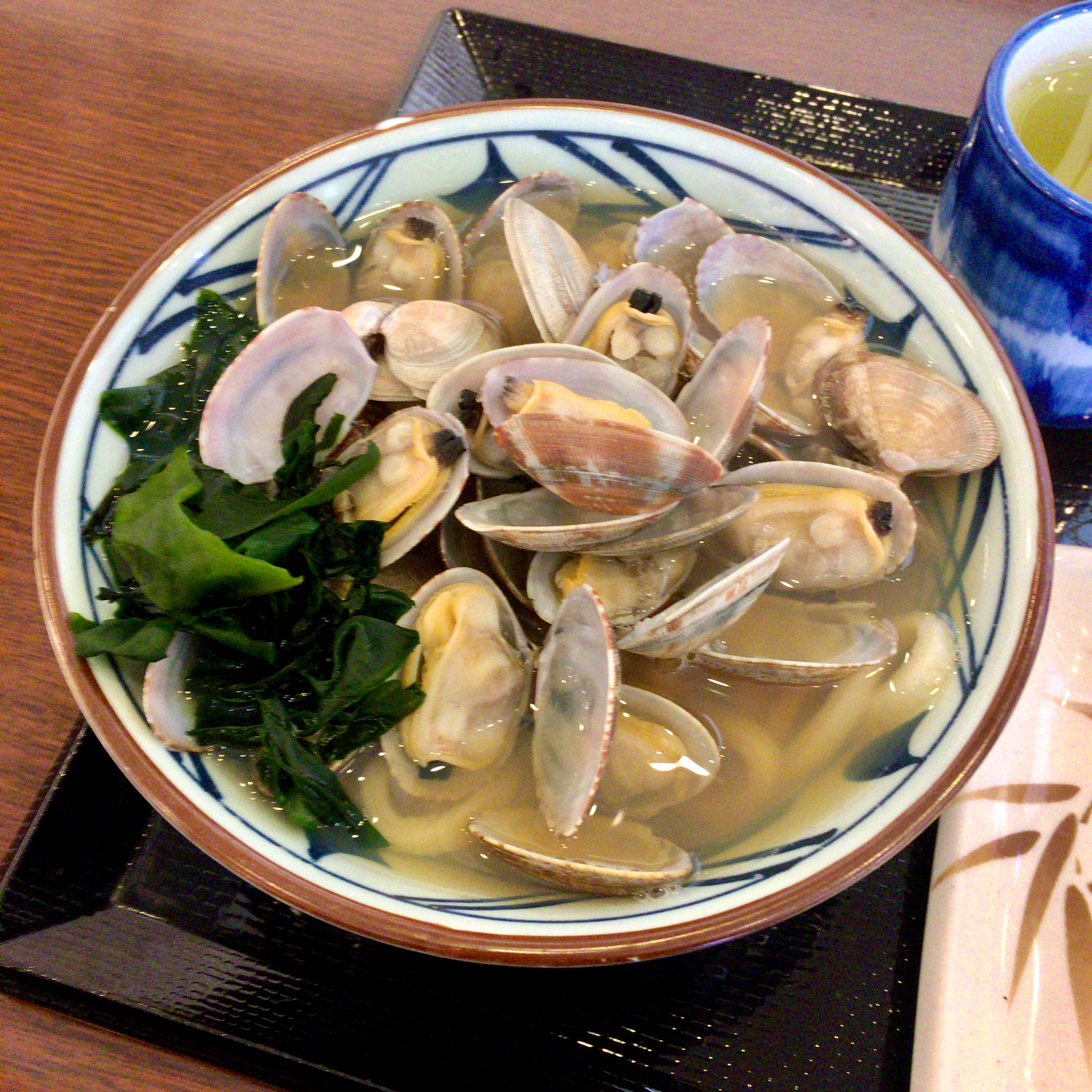
Японськалокшина удон з молюсками асарі
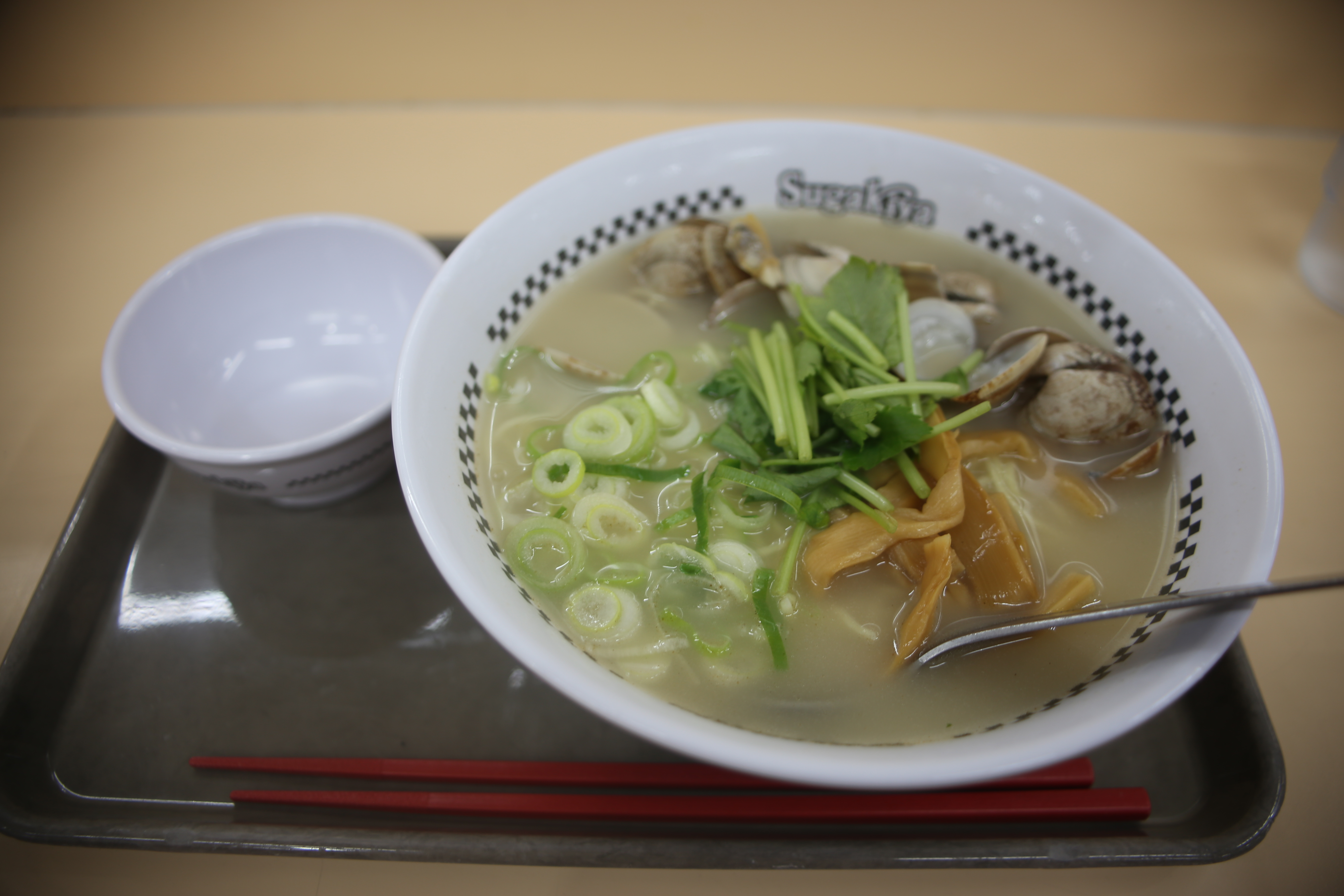
Японська локшинарамен з молюсками асарі
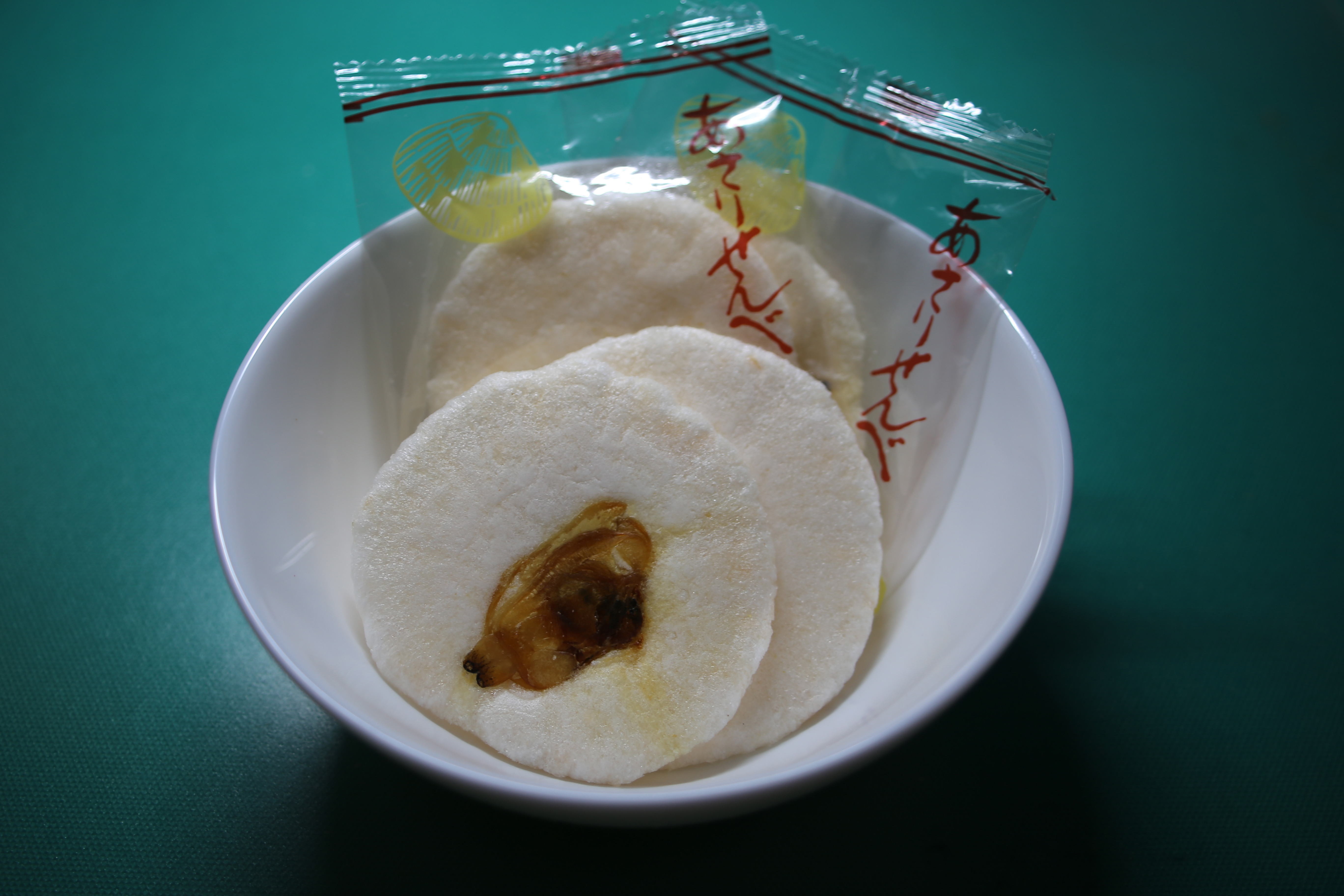
Японське печиво сенбей із сушеним молюском асарі
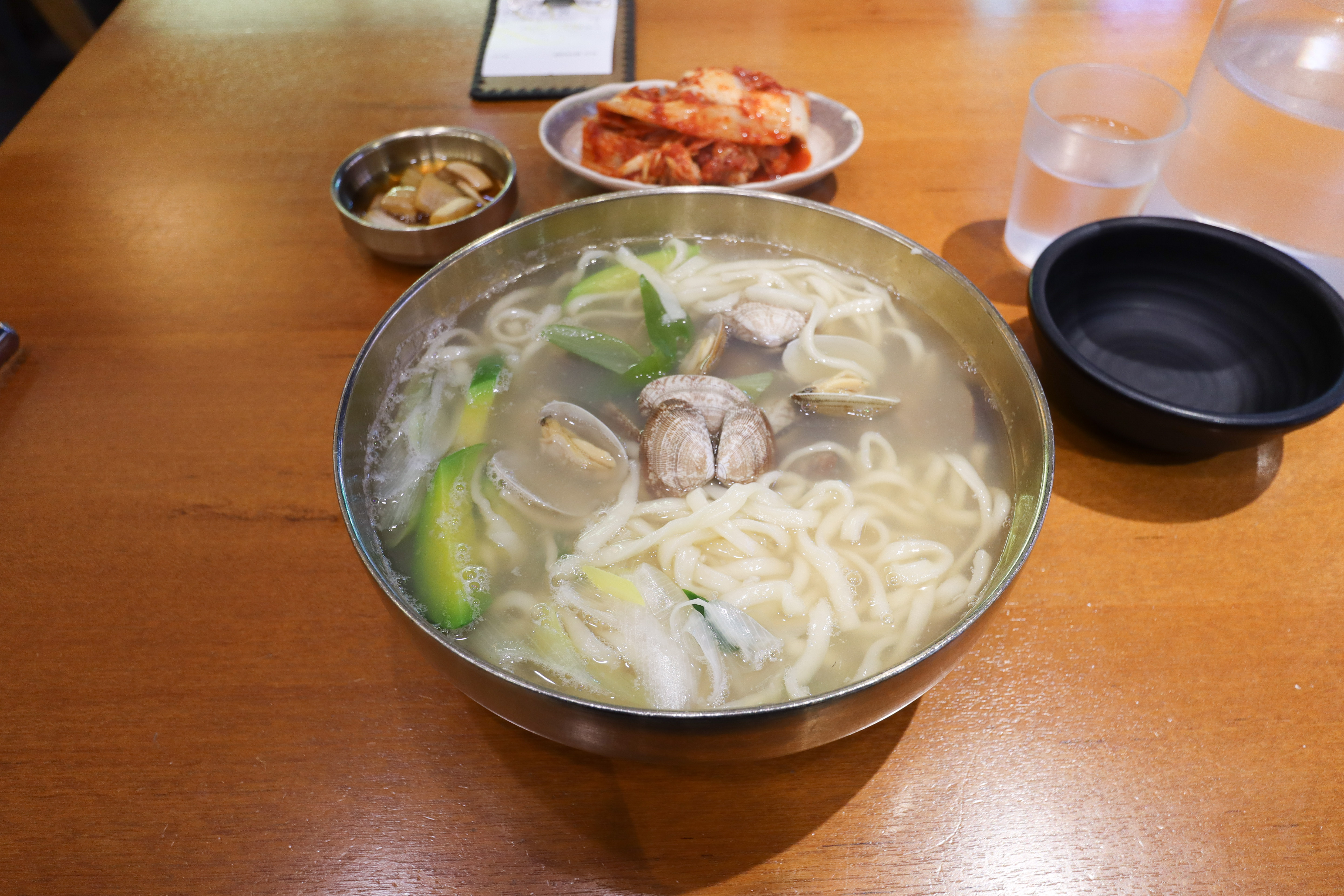
Корейська локшина каль-гуксу з молюсками баджірак
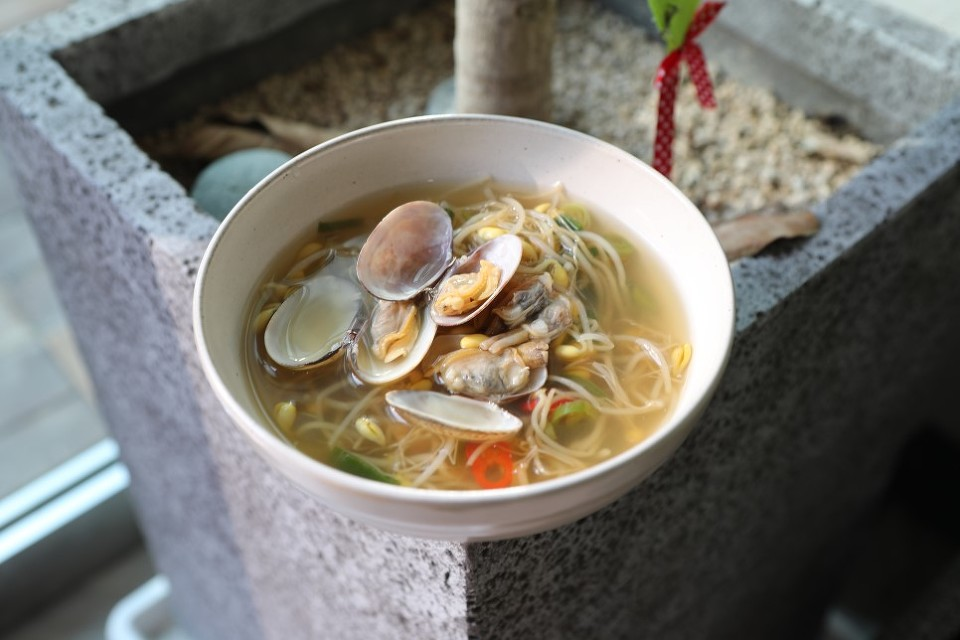
Корейський конгнамул-гук (суп із паростків сої) з молюсками баджірак

## Комерційна цінність
Манільський молюск становить 25% комерційно вирощених молюсків у світі. Вид вважається стійким продуктом аквакультури. Продається в живому або замороженому вигляді.